# 키스 렌들맨
키스 렌들맨 (Keith Rendleman)(1990년 12월 29일~ )은 대한민국에서 뛰고있는 미국출신 농구선수이다.포지션은 포워드이며.주특기는 골밑슛이다.
2013-2014 프로농구 외국인선수 드래프트에서 2라운드 1순위로 원주 동부 프로미에 지명되었다.
키스 렌들맨은 골밑슛에 강한면모를 가지고있다.

## 데뷔
- 2013년 원주 동부 프로미 입단.